# Catégorie fermée
En mathématiques, et plus spécifiquement en théorie des catégories, une catégorie fermée (ou close) est une catégorie d'un type particulier. Elles ont été introduites en 1965 par Samuel Eilenberg et Max Kelly, formalisant et clarifiant des efforts antérieurs de Mac Lane, Bénabou, Kelly et Linton.
En général, les morphismes d'une catégorie {\displaystyle C} qui relient deux objets {\displaystyle x} et {\displaystyle y} forment seulement un ensemble, noté {\displaystyle \operatorname {Hom} _{C}(x,y)}. Il peut donc s'agir d'un objet « extérieur » à la catégorie. Une catégorie est fermée lorsqu'il existe un foncteur {\displaystyle \operatorname {Hom} }« interne », c'est-à-dire qui peut lui-même être considéré comme un objet de la catégorie en question.
L'adjectif fermé apparaît ailleurs en théorie des catégories, notamment dans les catégories cartésiennes fermées, avec un sens a priori différent.

## Définition
Une catégorie {\displaystyle C} est dite fermée lorsqu'elle peut être dotée des éléments suivants :
- Un foncteur Hom interne, c'est-à-dire un foncteur {\displaystyle [-,=]:C^{\text{op}}\times C\to C}. Comme évoqué en introduction, ce foncteur joue le rôle du foncteur Hom classique.
- Un objet unité {\displaystyle I} et un isomorphisme naturel {\displaystyle i:\mathrm {id} _{C}\simeq [I,-]}. On transporte ainsi les identités au sens du foncteur Hom classique vers les identités au sens du foncteur Hom interne.

On ajoute à cela trois prérequis supplémentaires, :
- Il existe une transformation {\displaystyle j_{x}:I\Rightarrow [x,x]}qui est transformation extranaturelle (en) en {\displaystyle x}.
- Il existe une transformation {\displaystyle L_{yz}^{x}:[y,z]\to [[x,y],[x,z]]} qui est naturel en {\displaystyle y,z} et extranaturelle en {\displaystyle x}. Celle-ci correspond à une loi de composition. Lorsqu'une notion de produit interne est déjà disponible, par exemple dans une catégorie monoïdale, on peut s'appuyer sur ce produit plutôt qu'introduire la transformation {\displaystyle L_{yz}^{x}}[7].
- Il y a une bijection {\displaystyle [x,y]\simeq [I,[x,y]]} donnée par {\displaystyle f\mapsto [1,f](j_{x})}.

## Exemples
- La catégorie des ensembles est fermée ; en effet, les axiomes sont construits de sorte à suivre au plus près la situation de cette catégorie. Le foncteur Hom interne coïncide avec le foncteur Hom habituel, qui est un ensemble.
- Plus généralement, tout topos est fermé, et en particulier une catégorie cartésienne fermée est fermée[Note 2].
- De nombreuses catégories fermées s'obtiennent en partant d'une catégorie monoïdale. Ainsi par exemple la catégorie des groupes abéliens et celle des espaces vectoriels sont fermées (la structure monoïdale étant donnée par le produit tensoriel et le foncteur Hom interne étant donné par les ensembles de morphismes enrichis d'une structure algébrique définie de manière ponctuelle).
- De même, la catégorie des catégories est fermée, son foncteur Hom interne étant donné par la catégorie des foncteurs.
- La catégorie des 2-catégories (strictes) est également fermée, le foncteur Hom interne étant donné par le produit de Gray[8]. De même les {\displaystyle \omega }-catégories (strictes) forment une catégorie fermée pour le produit de Crans-Gray[9].
- La catégorie simpliciale est fermée. D'une manière générale toute catégorie compacte fermée est également fermée[Note 3].